# Saison 4 de Nikita
Chronologie
Saison 3
Cet article est un guide des épisodes de la quatrième et dernière saison de la série télévisée Nikita.

## Généralités
- Aux États-Unis, la saison a été diffusée du 22 novembre 2013 au 27 décembre 2013 sur The CW.
- Au Canada, la saison a été diffusée du 7 janvier au 11 février 2014 sur CTV Two.
- En France, la saison a été diffusée à partir du 14 juin 2014 sur TF6.
- Au Québec, la saison a été diffusée à partir du 14 juillet 2014 sur Ztélé[1].
- En Belgique, la saison a été diffusée à partir du 15 juin 2015 sur La Deux.

## Distribution

### Acteurs principaux
- Maggie Q (VF : Yumi Fujimori) : Nikita Mears
- Lyndsy Fonseca (VF : Julia Vaidis-Bogard) : Alexandra « Alex » Udinov
- Shane West (VF : Gilles Morvan) : Michael Bishop
- Melinda Clarke (VF : Dominique Westberg) : Helen « Amanda » Collins
- Aaron Stanford (VF : Jean-Christophe Dollé) : Seymour Birkhoff
- Noah Bean (VF : Denis Laustriat) : Ryan Fletcher
- Devon Sawa (VF : Adrien Antoine) : Owen Elliot / Sam Matthews

### Acteurs récurrents
- Lyndie Greenwood (VF : Jocelyne Nzunga) : Sonya
- Michelle Nolden (VF : Elsa Lepoivre) : Kathleen Spencer
- David S. Lee : Phillip Jones

### Invités
- Alex Carter (VF : Richard Leroussel) : Matthew Graham (épisodes 1 et 2)
- Judd Nelson : Ronald Peller[2](épisodes 3 et 4)
- Rose Rollins : Ellen Crawford (épisode 3)
- Vincent Ventresca : Trevor Adrian (épisodes 5 et 6)
- Xander Berkeley (VF : Stefan Godin) : Percival « Percy » Rose (épisode 6)

## Épisodes

### Épisode 1:La Traque
- États-Unis : 22 novembre 2013 sur The CW[3]
- Canada : 7 janvier 2014 sur CTV Two
- France : 14 juin 2014 sur TF6
- Québec : 14 juillet 2014 sur Ztélé
- Belgique : 15 juin 2015 sur La Deux

- États-Unis : 740 000 téléspectateurs[4]

### Épisode 2:Copies conformes
- États-Unis : 29 novembre 2013 sur The CW
- Canada : 14 janvier 2014 sur CTV Two
- France : 14 juin 2014 sur TF6
- Québec : 21 juillet 2014 sur Ztélé

- États-Unis : 860 000 téléspectateurs[5]

### Épisode 3:Derrière l'écran
- États-Unis : 6 décembre 2013 sur The CW
- Canada : 21 janvier 2014 sur CTV Two
- France : 14 juin 2014 sur TF6
- Québec : 28 juillet 2014 sur Ztélé

- États-Unis : 850 000 téléspectateurs[6]

### Épisode 4:Si près du but
- États-Unis : 13 décembre 2013 sur The CW
- Canada : 28 janvier 2014 sur CTV Two
- France : 21 juin 2014 sur TF6
- Québec : 4 août 2014 sur Ztélé

- États-Unis : 640 000 téléspectateurs[7]

### Épisode 5:Seule face au monde
- États-Unis : 20 décembre 2013 sur The CW
- Canada : 4 février 2014 sur CTV Two
- France : 21 juin 2014 sur TF6
- Québec : 11 août 2014 sur Ztélé

- États-Unis : 690 000 téléspectateurs[8]

### Épisode 6:Ensemble jusqu'à la fin
- États-Unis : 27 décembre 2013 sur The CW
- Canada : 11 février 2014 sur CTV Two
- France : 21 juin 2014 sur TF6
- Québec : 18 août 2014 sur Ztélé
- Belgique : 5 juillet 2015 sur La Deux

- États-Unis : 820 000 téléspectateurs[9]